# Agata Buzková
Agata Bronisława Buzková (nepřechýleně Buzek; * 20. září 1976 v Pyskowicích v Hlivickém okrese v Polsku) je polská herečka.

## Biografie
Buzková je dcerou polského politika Jerzyho Buzka, někdejšího předsedy Evropského parlamentu. V mládí prodělala dětskou obrnu, kterou si vyléčila v Německu. Po studiích na divadelní škole ve Varšavě se přestěhovala do Paříže, kde se živila jako modelka.
Buzková vyhrála v roce 2003 kategorii nejlepší vedlejší ženská role Polských filmových cen a ocenění Shooting Star na Berlínském mezinárodním filmovém festivalu 2010.
Za filmový snímek Druhá strana mince z roku 2010 získala cenu za nejlepší ženskou hereckou roli na MFF polských filmů v Gdyni.